# Eleições legislativas portuguesas de 1983 no distrito de Portalegre
| Eleições legislativas portuguesas de 1983 Distritos: Aveiro \| Beja \| Braga \| Bragança \| Castelo Branco \| Coimbra \| Évora \| Faro \| Guarda \| Leiria \| Lisboa \| Portalegre \| Porto \| Santarém \| Setúbal \| Viana do Castelo \| Vila Real \| Viseu \| Açores \| Madeira \| Estrangeiro |

## Resultados por Concelho
Os resultados nos concelhos do Distrito de Portalegre foram os seguintes:

### Alter do Chão
| Partido                 | Partido                           | Votos | %               | +/-  |
| ----------------------- | --------------------------------- | ----- | --------------- | ---- |
|                         | Partido Socialista                | 1 137 | 34,17 / 100,00  | 5,30 |
|                         | Aliança Povo Unido                | 982   | 29,52 / 100,00  | 1,76 |
|                         | Partido Social Democrata          | 703   | 21,13 / 100,00  | -    |
|                         | Centro Democrático e Social       | 256   | 7,69 / 100,00   | -    |
|                         | Partido Socialista Revolucionário | 39    | 1,17 / 100,00   | 0,77 |
|                         | Outros                            | 81    | 2,43 / 100,00   |      |
| Votos Inválidos         | Votos Inválidos                   | 129   | 3,88 / 100,00   | 1,46 |
| Total                   | Total                             | 3 327 | 100,00 / 100,00 |      |
| Eleitorado/Participação | Eleitorado/Participação           | 4 079 | 81,56 / 100,00  | 7,58 |

### Arronches
| Partido                 | Partido                     | Votos | %               | +/-  |
| ----------------------- | --------------------------- | ----- | --------------- | ---- |
|                         | Partido Socialista          | 1 309 | 46,06 / 100,00  | 7,51 |
|                         | Aliança Povo Unido          | 615   | 21,64 / 100,00  | 1,75 |
|                         | Partido Social Democrata    | 545   | 19,18 / 100,00  | -    |
|                         | Centro Democrático e Social | 249   | 8,76 / 100,00   | -    |
|                         | Outros                      | 55    | 1,93 / 100,00   |      |
| Votos Inválidos         | Votos Inválidos             | 69    | 2,43 / 100,00   | 1,01 |
| Total                   | Total                       | 2 842 | 100,00 / 100,00 |      |
| Eleitorado/Participação | Eleitorado/Participação     | 3 593 | 79,10 / 100,00  | 6,24 |

### Avis
| Partido                 | Partido                     | Votos | %               | +/-  |
| ----------------------- | --------------------------- | ----- | --------------- | ---- |
|                         | Aliança Povo Unido          | 2 312 | 54,54 / 100,00  | 0,78 |
|                         | Partido Socialista          | 920   | 21,70 / 100,00  | 6,65 |
|                         | Partido Social Democrata    | 726   | 17,13 / 100,00  | -    |
|                         | Centro Democrático e Social | 147   | 3,47 / 100,00   | -    |
|                         | Outros                      | 49    | 1,16 / 100,00   |      |
| Votos Inválidos         | Votos Inválidos             | 85    | 2,01 / 100,00   | 0,72 |
| Total                   | Total                       | 4 239 | 100,00 / 100,00 |      |
| Eleitorado/Participação | Eleitorado/Participação     | 4 650 | 91,16 / 100,00  | 1,51 |

### Campo Maior
| Partido                 | Partido                     | Votos | %               | +/-  |
| ----------------------- | --------------------------- | ----- | --------------- | ---- |
|                         | Partido Socialista          | 2 204 | 40,90 / 100,00  | 6,43 |
|                         | Aliança Povo Unido          | 2 085 | 38,69 / 100,00  | 1,22 |
|                         | Partido Social Democrata    | 753   | 13,97 / 100,00  | -    |
|                         | Centro Democrático e Social | 155   | 2,88 / 100,00   | -    |
|                         | Outros                      | 99    | 1,85 / 100,00   |      |
| Votos Inválidos         | Votos Inválidos             | 93    | 1,73 / 100,00   | 0,44 |
| Total                   | Total                       | 5 389 | 100,00 / 100,00 |      |
| Eleitorado/Participação | Eleitorado/Participação     | 6 358 | 84,76 / 100,00  | 4,87 |

### Castelo de Vide
| Partido                 | Partido                     | Votos | %               | +/-  |
| ----------------------- | --------------------------- | ----- | --------------- | ---- |
|                         | Partido Socialista          | 1 470 | 51,42 / 100,00  | 9,11 |
|                         | Aliança Povo Unido          | 455   | 15,91 / 100,00  | 0,37 |
|                         | Partido Social Democrata    | 434   | 15,18 / 100,00  | -    |
|                         | Centro Democrático e Social | 234   | 8,18 / 100,00   | -    |
|                         | Outros                      | 129   | 4,50 / 100,00   |      |
| Votos Inválidos         | Votos Inválidos             | 137   | 4,79 / 100,00   | 1,46 |
| Total                   | Total                       | 2 859 | 100,00 / 100,00 |      |
| Eleitorado/Participação | Eleitorado/Participação     | 3 652 | 78,29 / 100,00  | 7,92 |

### Crato
| Partido                 | Partido                           | Votos | %               | +/-  |
| ----------------------- | --------------------------------- | ----- | --------------- | ---- |
|                         | Partido Socialista                | 1 678 | 45,88 / 100,00  | 5,69 |
|                         | Aliança Povo Unido                | 1 108 | 30,30 / 100,00  | 3,00 |
|                         | Partido Social Democrata          | 335   | 9,16 / 100,00   | -    |
|                         | Centro Democrático e Social       | 293   | 8,01 / 100,00   | -    |
|                         | Partido Socialista Revolucionário | 37    | 1,01 / 100,00   | 0,47 |
|                         | Outros                            | 74    | 2,03 / 100,00   |      |
| Votos Inválidos         | Votos Inválidos                   | 132   | 3,61 / 100,00   | 0,55 |
| Total                   | Total                             | 3 657 | 100,00 / 100,00 |      |
| Eleitorado/Participação | Eleitorado/Participação           | 4 487 | 81,50 / 100,00  | 5,32 |

### Elvas
| Partido                 | Partido                     | Votos  | %               | +/-  |
| ----------------------- | --------------------------- | ------ | --------------- | ---- |
|                         | Partido Socialista          | 6 025  | 39,85 / 100,00  | 7,13 |
|                         | Aliança Povo Unido          | 3 869  | 25,59 / 100,00  | 4,20 |
|                         | Partido Social Democrata    | 2 716  | 17,96 / 100,00  | -    |
|                         | Centro Democrático e Social | 1 530  | 10,12 / 100,00  | -    |
|                         | Outros                      | 495    | 3,28 / 100,00   |      |
| Votos Inválidos         | Votos Inválidos             | 484    | 3,20 / 100,00   | 0,59 |
| Total                   | Total                       | 15 119 | 100,00 / 100,00 |      |
| Eleitorado/Participação | Eleitorado/Participação     | 18 367 | 82,32 / 100,00  | 4,55 |

### Fronteira
| Partido                 | Partido                     | Votos | %               | +/-  |
| ----------------------- | --------------------------- | ----- | --------------- | ---- |
|                         | Partido Socialista          | 1 134 | 36,95 / 100,00  | 0,80 |
|                         | Aliança Povo Unido          | 867   | 28,25 / 100,00  | 4,51 |
|                         | Partido Social Democrata    | 710   | 23,13 / 100,00  | -    |
|                         | Centro Democrático e Social | 189   | 6,16 / 100,00   | -    |
|                         | Outros                      | 80    | 2,61 / 100,00   |      |
| Votos Inválidos         | Votos Inválidos             | 89    | 2,90 / 100,00   | 0,99 |
| Total                   | Total                       | 3 069 | 100,00 / 100,00 |      |
| Eleitorado/Participação | Eleitorado/Participação     | 3 578 | 85,77 / 100,00  | 4,34 |

### Gavião
| Partido                 | Partido                     | Votos | %               | +/-  |
| ----------------------- | --------------------------- | ----- | --------------- | ---- |
|                         | Partido Socialista          | 2 153 | 49,65 / 100,00  | 7,83 |
|                         | Aliança Povo Unido          | 987   | 22,76 / 100,00  | 1,58 |
|                         | Partido Social Democrata    | 493   | 11,37 / 100,00  | -    |
|                         | Centro Democrático e Social | 390   | 8,99 / 100,00   | -    |
|                         | Outros                      | 131   | 3,03 / 100,00   |      |
| Votos Inválidos         | Votos Inválidos             | 182   | 4,20 / 100,00   | 0,15 |
| Total                   | Total                       | 4 336 | 100,00 / 100,00 |      |
| Eleitorado/Participação | Eleitorado/Participação     | 5 780 | 75,02 / 100,00  | 6,33 |

### Marvão
| Partido                 | Partido                     | Votos | %               | +/-  |
| ----------------------- | --------------------------- | ----- | --------------- | ---- |
|                         | Partido Socialista          | 1 871 | 51,97 / 100,00  | 9,89 |
|                         | Partido Social Democrata    | 709   | 19,69 / 100,00  | -    |
|                         | Centro Democrático e Social | 386   | 10,72 / 100,00  | -    |
|                         | Aliança Povo Unido          | 361   | 10,03 / 100,00  | 0,99 |
|                         | Outros                      | 127   | 3,53 / 100,00   |      |
| Votos Inválidos         | Votos Inválidos             | 146   | 4,05 / 100,00   | 0,26 |
| Total                   | Total                       | 3 600 | 100,00 / 100,00 |      |
| Eleitorado/Participação | Eleitorado/Participação     | 4 399 | 81,84 / 100,00  | 6,17 |

### Monforte
| Partido                 | Partido                     | Votos | %               | +/-  |
| ----------------------- | --------------------------- | ----- | --------------- | ---- |
|                         | Partido Socialista          | 867   | 31,86 / 100,00  | 4,39 |
|                         | Aliança Povo Unido          | 855   | 31,42 / 100,00  | 1,44 |
|                         | Partido Social Democrata    | 528   | 19,40 / 100,00  | -    |
|                         | Centro Democrático e Social | 280   | 10,29 / 100,00  | -    |
|                         | Outros                      | 97    | 3,56 / 100,00   |      |
| Votos Inválidos         | Votos Inválidos             | 94    | 3,46 / 100,00   | 0,55 |
| Total                   | Total                       | 2 721 | 100,00 / 100,00 |      |
| Eleitorado/Participação | Eleitorado/Participação     | 3 374 | 80,65 / 100,00  | 8,74 |

### Nisa
| Partido                 | Partido                           | Votos | %               | +/-  |
| ----------------------- | --------------------------------- | ----- | --------------- | ---- |
|                         | Partido Socialista                | 3 063 | 41,04 / 100,00  | 1,72 |
|                         | Aliança Povo Unido                | 1 821 | 24,40 / 100,00  | 4,82 |
|                         | Partido Social Democrata          | 1 424 | 19,08 / 100,00  | -    |
|                         | Centro Democrático e Social       | 581   | 7,79 / 100,00   | -    |
|                         | Partido Socialista Revolucionário | 82    | 1,10 / 100,00   | 0,32 |
|                         | Outros                            | 213   | 2,86 / 100,00   |      |
| Votos Inválidos         | Votos Inválidos                   | 279   | 3,74 / 100,00   | 0,05 |
| Total                   | Total                             | 7 463 | 100,00 / 100,00 |      |
| Eleitorado/Participação | Eleitorado/Participação           | 9 202 | 81,10 / 100,00  | 5,08 |

### Ponte de Sôr
| Partido                 | Partido                     | Votos  | %               | +/-  |
| ----------------------- | --------------------------- | ------ | --------------- | ---- |
|                         | Aliança Povo Unido          | 5 406  | 45,11 / 100,00  | 1,15 |
|                         | Partido Socialista          | 2 792  | 23,30 / 100,00  | 5,23 |
|                         | Partido Social Democrata    | 2 260  | 18,86 / 100,00  | -    |
|                         | Centro Democrático e Social | 704    | 5,87 / 100,00   | -    |
|                         | Outros                      | 434    | 3,62 / 100,00   |      |
| Votos Inválidos         | Votos Inválidos             | 387    | 3,23 / 100,00   | 1,09 |
| Total                   | Total                       | 11 983 | 100,00 / 100,00 |      |
| Eleitorado/Participação | Eleitorado/Participação     | 14 923 | 80,30 / 100,00  | 7,41 |

### Portalegre
| Partido                 | Partido                     | Votos  | %               | +/-  |
| ----------------------- | --------------------------- | ------ | --------------- | ---- |
|                         | Partido Socialista          | 8 744  | 48,33 / 100,00  | 7,98 |
|                         | Partido Social Democrata    | 4 156  | 22,97 / 100,00  | -    |
|                         | Aliança Povo Unido          | 2 657  | 14,68 / 100,00  | 0,81 |
|                         | Centro Democrático e Social | 1 703  | 9,41 / 100,00   | -    |
|                         | Outros                      | 381    | 2,11 / 100,00   |      |
| Votos Inválidos         | Votos Inválidos             | 453    | 2,50 / 100,00   | 0,48 |
| Total                   | Total                       | 18 094 | 100,00 / 100,00 |      |
| Eleitorado/Participação | Eleitorado/Participação     | 21 542 | 83,99 / 100,00  | 6,07 |

### Sousel
| Partido                 | Partido                     | Votos | %               | +/-  |
| ----------------------- | --------------------------- | ----- | --------------- | ---- |
|                         | Aliança Povo Unido          | 1 853 | 38,09 / 100,00  | 0,62 |
|                         | Partido Social Democrata    | 1 726 | 35,48 / 100,00  | -    |
|                         | Partido Socialista          | 789   | 16,22 / 100,00  | 6,00 |
|                         | Centro Democrático e Social | 224   | 4,60 / 100,00   | -    |
|                         | Outros                      | 118   | 2,42 / 100,00   |      |
| Votos Inválidos         | Votos Inválidos             | 155   | 3,19 / 100,00   | 0,77 |
| Total                   | Total                       | 4 865 | 100,00 / 100,00 |      |
| Eleitorado/Participação | Eleitorado/Participação     | 5 869 | 82,89 / 100,00  | 7,70 |